# Okręg wyborczy Bishop’s Castle
Okręg wyborczy Bishop’s Castle powstał w 1290 roku i wysyłał do angielskiej, a następnie brytyjskiej, Izby Gmin dwóch deputowanych. Okręg położony był w hrabstwie Shropshire. Został zlikwidowany w 1832 roku.

## Deputowani do brytyjskiej Izby Gmin z okręgu Bishop’s Castle

### Deputowani w latach 1290–1660
- 1614: Edward Littleton

### Deputowani w latach 1660–1832
- 1660–1679: William Oakeley
- 1660–1681: Edmund Waring
- 1679–1681: Richard Scriven
- 1681–1685: Richard Mason
- 1681–1685: Richard More
- 1685–1689: Edmund Waring
- 1685–1689: Francis Charlton
- 1689–1690: Richard More
- 1689–1690: Walter Waring
- 1690–1695: William Oakeley
- 1690–1690: Richard Mason
- 1690–1695: Walter Waring
- 1695–1698: Richard More
- 1695–1706: Charles Mason
- 1698–1701: William Brownlow
- 1701–1701: George Walcot
- 1701–1708: Henry Brett
- 1706–1708: Henry Newport, lord Newport
- 1708–1719: Richard Harnage
- 1708–1710: Charles Mason
- 1710–1715: Robert Mason
- 1715–1722: Charles Mason
- 1719–1722: Matthew Decker
- 1722–1727: William Peere Williams
- 1722–1726: Bowater Vernon
- 1726–1727: Charles Mason
- 1727–1741: Robert More
- 1727–1734: John Plumptre
- 1734–1741: Edward Kynaston
- 1741–1744: Henry Brydges, markiz Carnarvon
- 1741–1747: Andrew Hill
- 1744–1747: Granville Leveson-Gower, wicehrabia Trentham
- 1747–1753: Samuel Child
- 1747–1754: John Robinson Lytton
- 1753–1761: John Dashwood-King
- 1754–1755: Barnaby Backwell
- 1755–1759: Walter Waring
- 1759–1761: Henry Grenville
- 1761–1763: Francis Child
- 1761–1768: Peregrine Cust
- 1763–1779: George Clive
- 1768–1770: William Clive
- 1770–1774: Alexander Wedderburn
- 1774–1778: Henry Strachey
- 1778–1780: Alexander Wedderburn
- 1779–1820: William Clive
- 1780–1802: Henry Strachey
- 1802–1819: John Robinson
- 1819–1820: Douglas James William Kinnaird
- 1820–1830: William Holmes
- 1820–1832: Edward Rogers
- 1830–1831: Frederick Hamilton Cornewall
- 1831–1832: James Lewis Knight-Bruce